# Makay Endre
Makay Endre (?, 1847 – Budapest, 1905. május 8.) magyar építész.

## Élete
Szülei Makay László és Kutschera Katalin. Életútja nem teljesen ismert. Több városház tervezőjeként tartották számon.
A Szentesi városház megtervezésére közvetlen felkérést kapott, az épület kivitelezése azonban később elmaradt.
Utolsó munkája a pozsonyi vásárcsarnok volt. Makay 1903-ban elkészítette a terveket, azonban még a kivitelezés megkezdése előtt, 1905-ben elhunyt. Az épület végül mások (Laubner Gyula, Dobisz Jenő, Nehiba Ferenc) átdolgozása után, 1908–1910-ban épült fel.
Felesége Kiss Ida volt.

## Ismert épületei
- 1880 (kivitelezés: 1888): városháza, Szatmárnémeti[3] – az épület elbontásra került[6]
- 1880: városháza, Óbecse[3]
- 1880–1883: Csongrád vármegyeháza (ma: Koszta József Múzeum), Szentes, Kossuth tér 2.[3][7][8]
- 1882–1884: városháza, Szolnok[9]
- 1887–1888: Takarékpénztár és bérház (ma: Szentesi Református Idősek Otthona),  Szentes, Kiss Bálint u 1.[10][11]
- 1892–1893: Úri kaszinó (ma: Szentesi Lajtha László Alapfokú Művészeti Iskola), Szentes, Kiss Bálint u. 11.[12]
- 1893: Bertényi-palota, Budapest, Döbrentei u. 16. (Felföldy Dániellel közös munka)[6]
- 1908–1910: vásárcsarnok, Pozsony (posztumusz munka)[5]

### Tervben maradt épületek
- 1881–1882: városháza, Szentes[4]

## Képtár

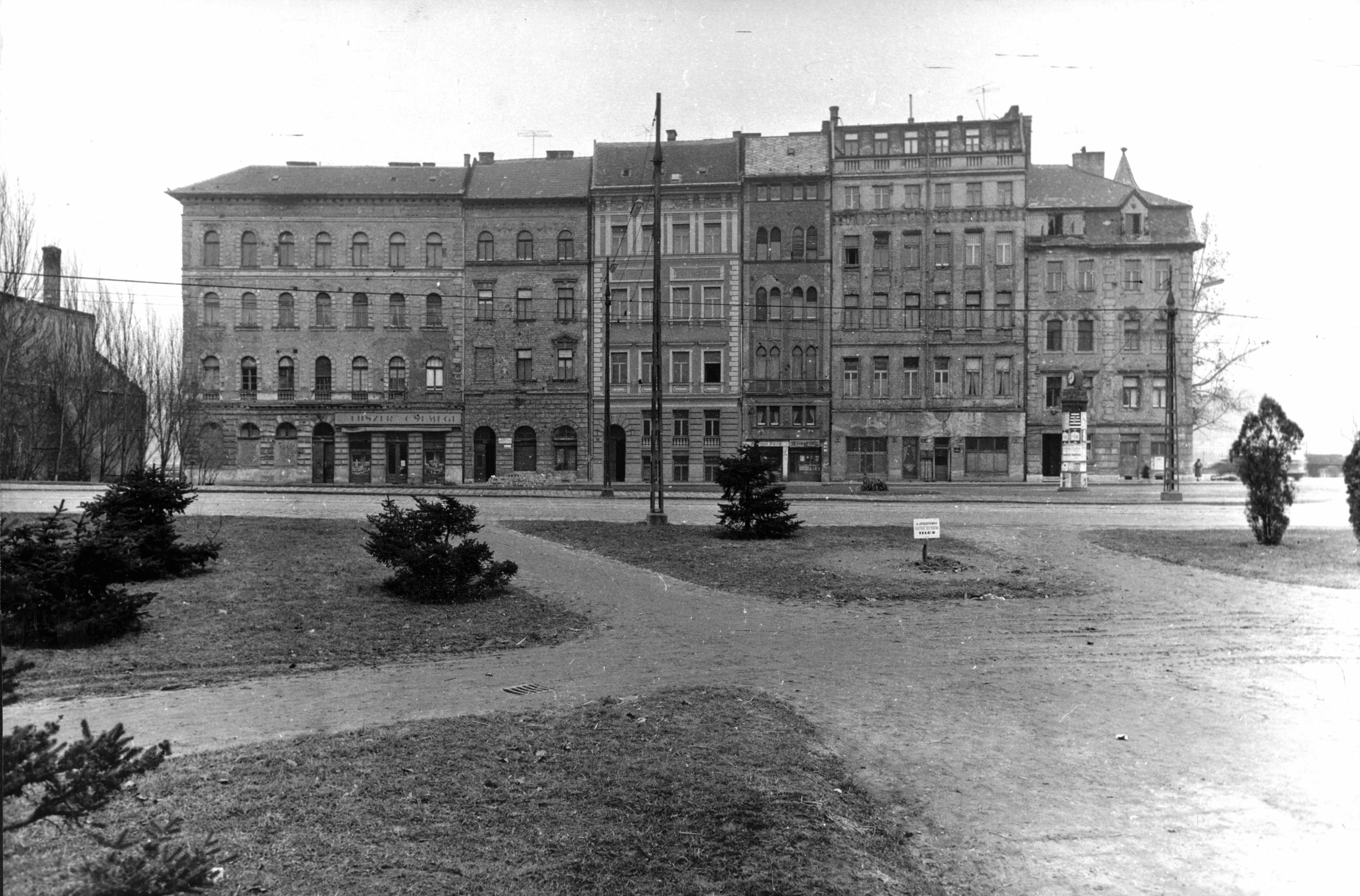
A Döbrentei utca épületei – a Makay által tervezett palota a kép bal oldalán látható
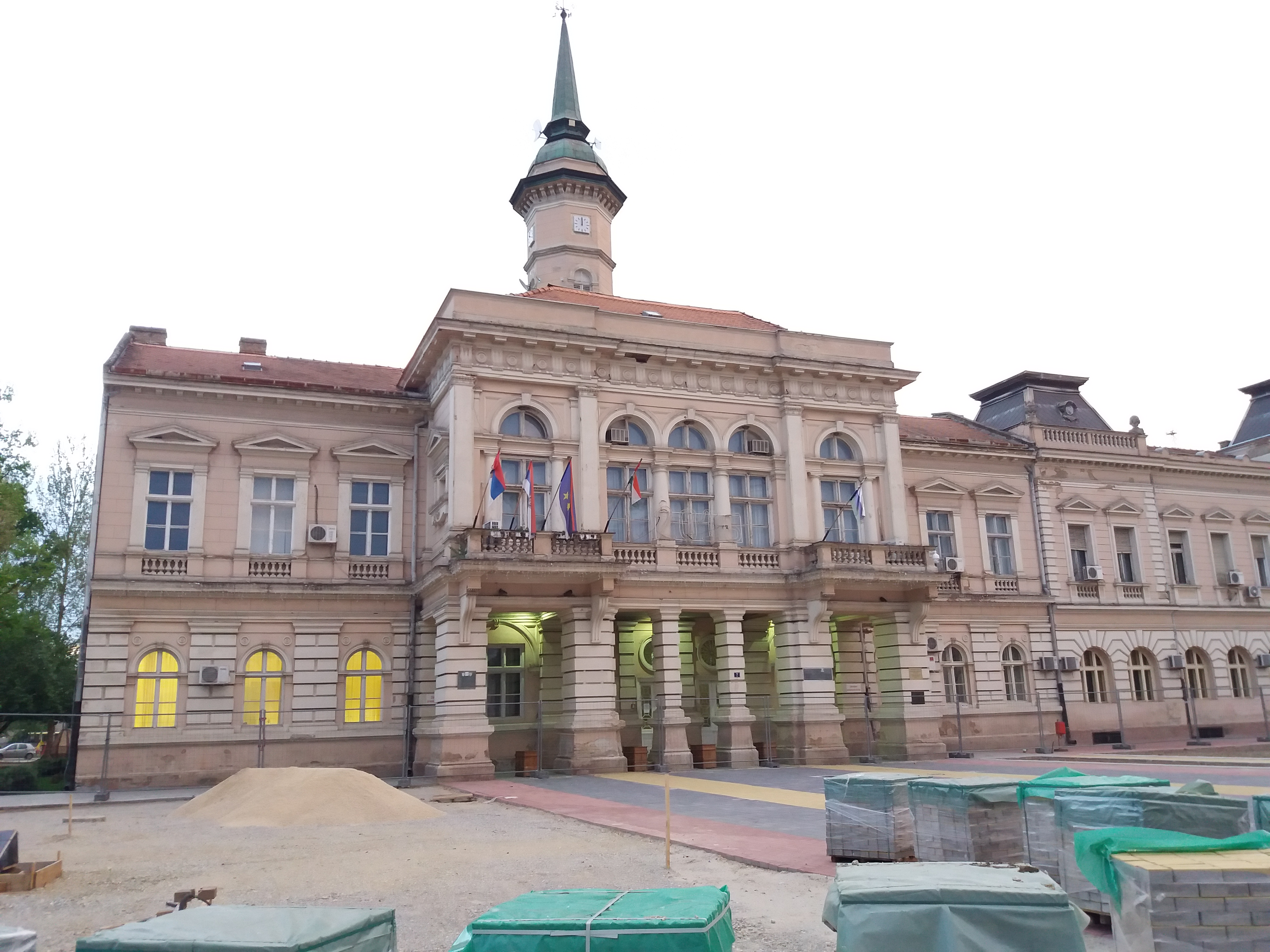
Városháza, Óbecse
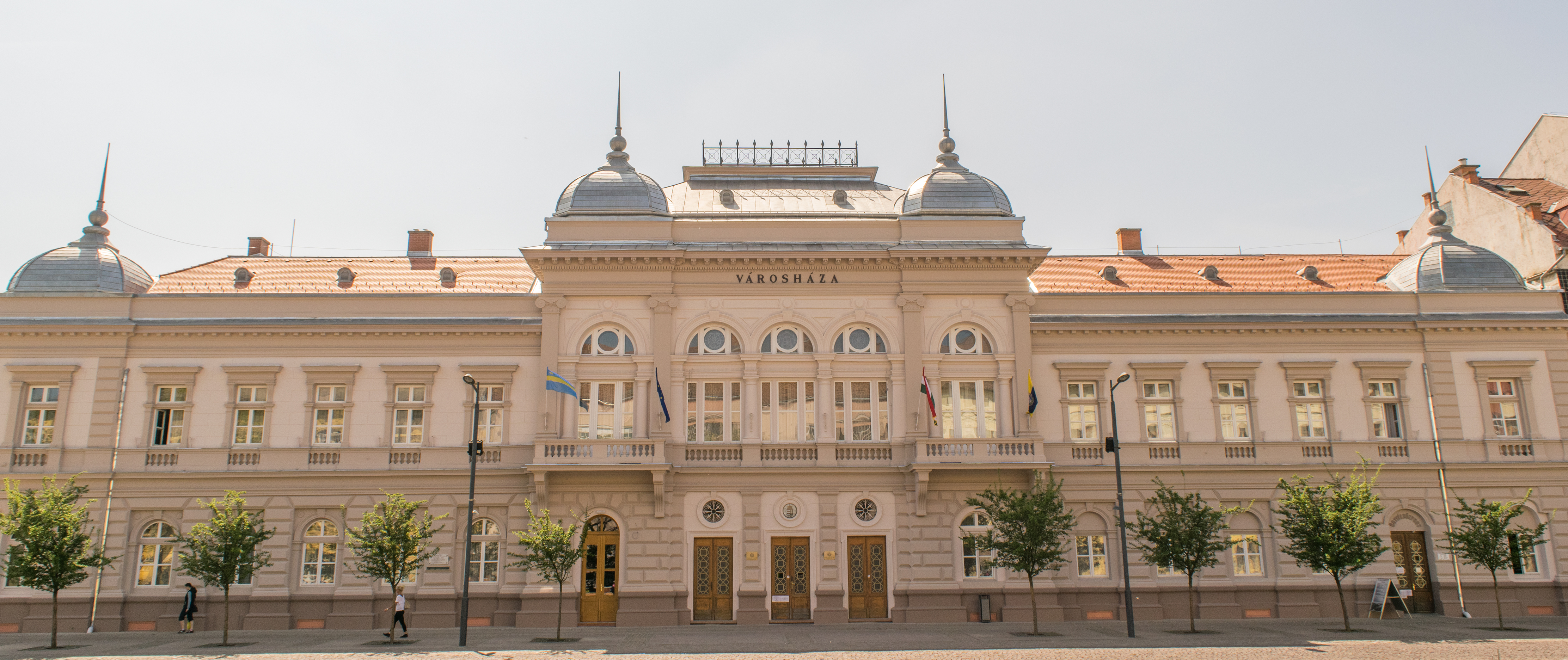
Városháza, Szolnok
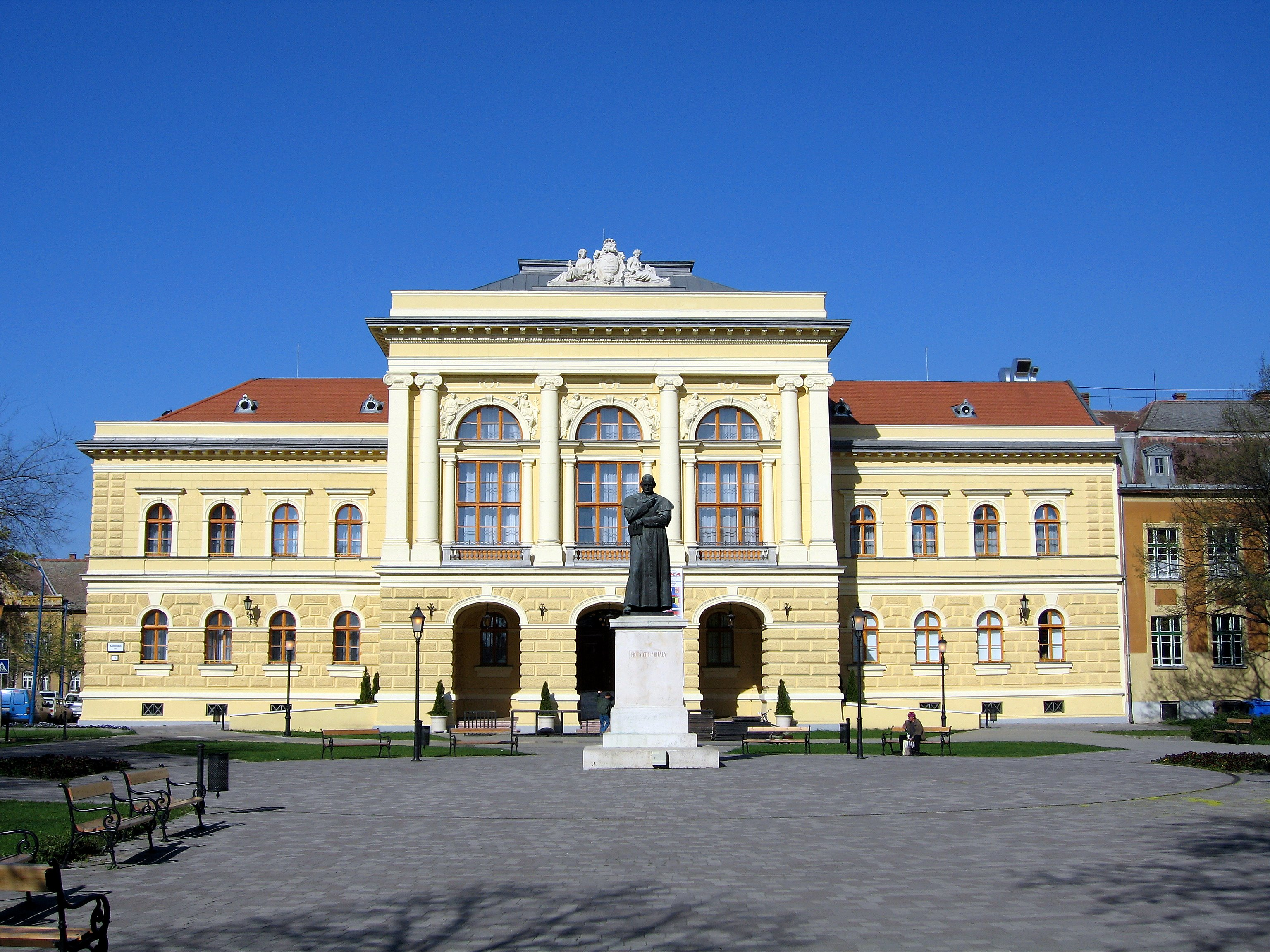
Vármegyeháza, Szentes
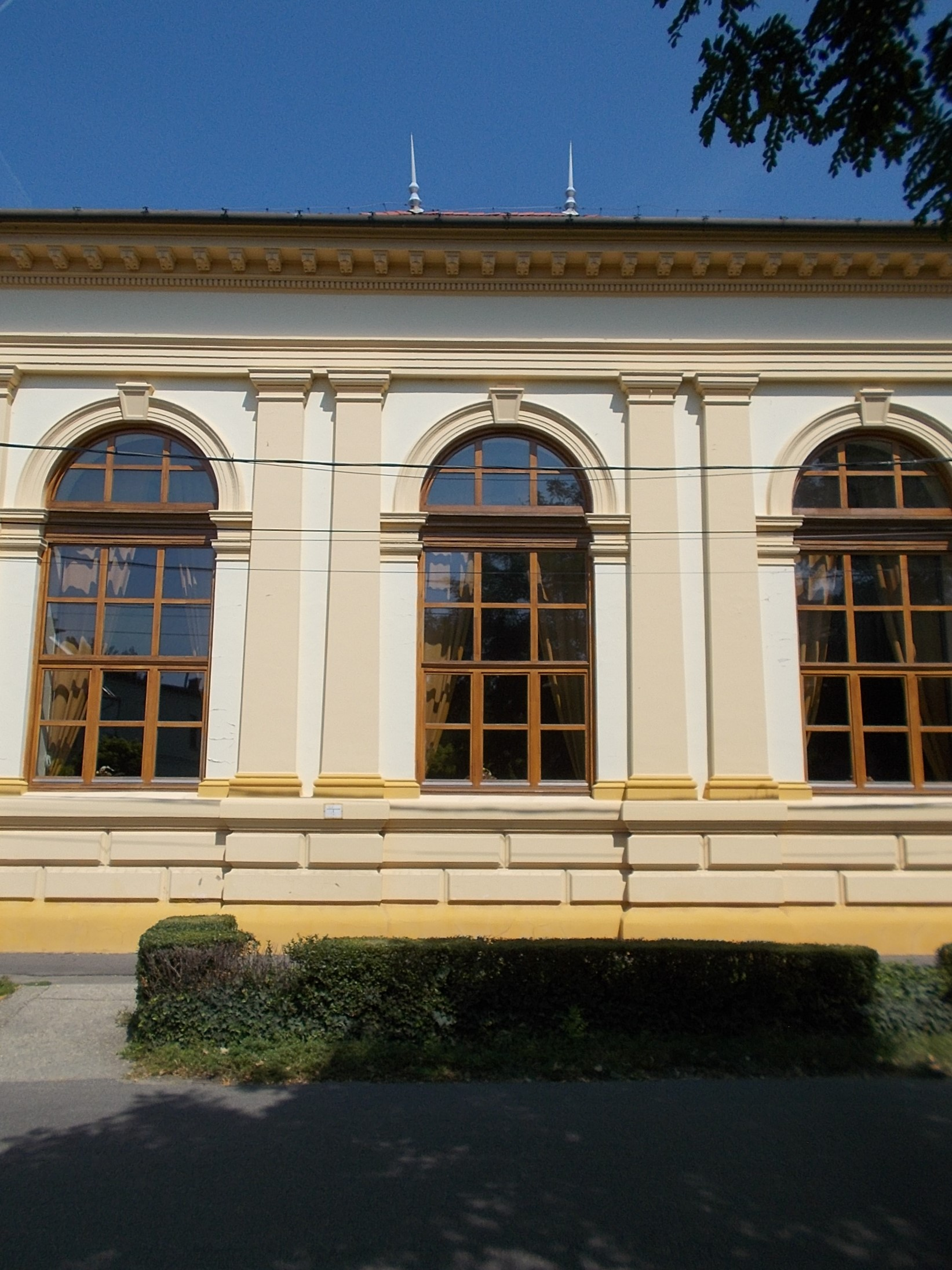
Úri Kaszinó, Szentes (részlet)
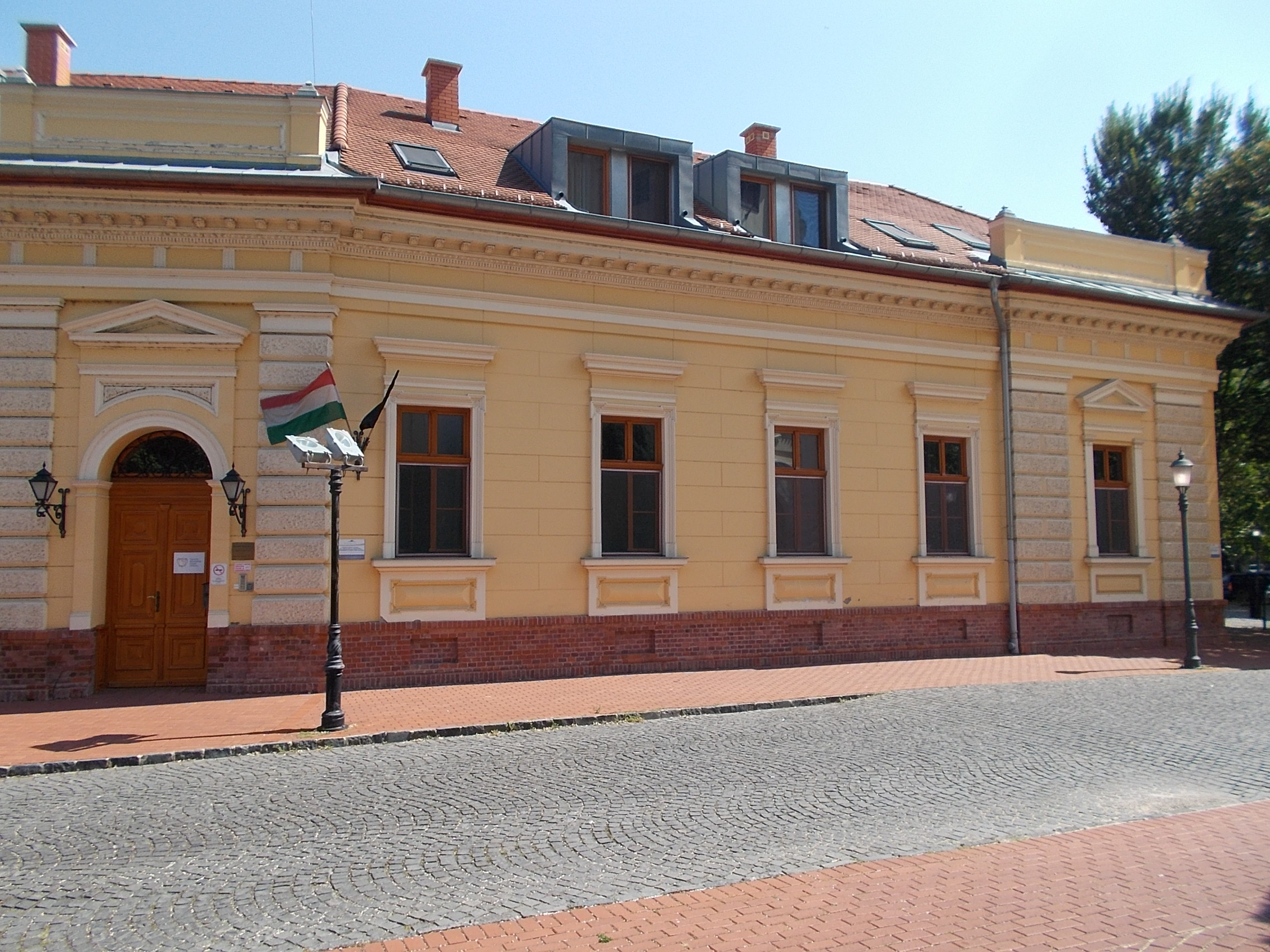
Takarékpénztár és bérház, Szentes
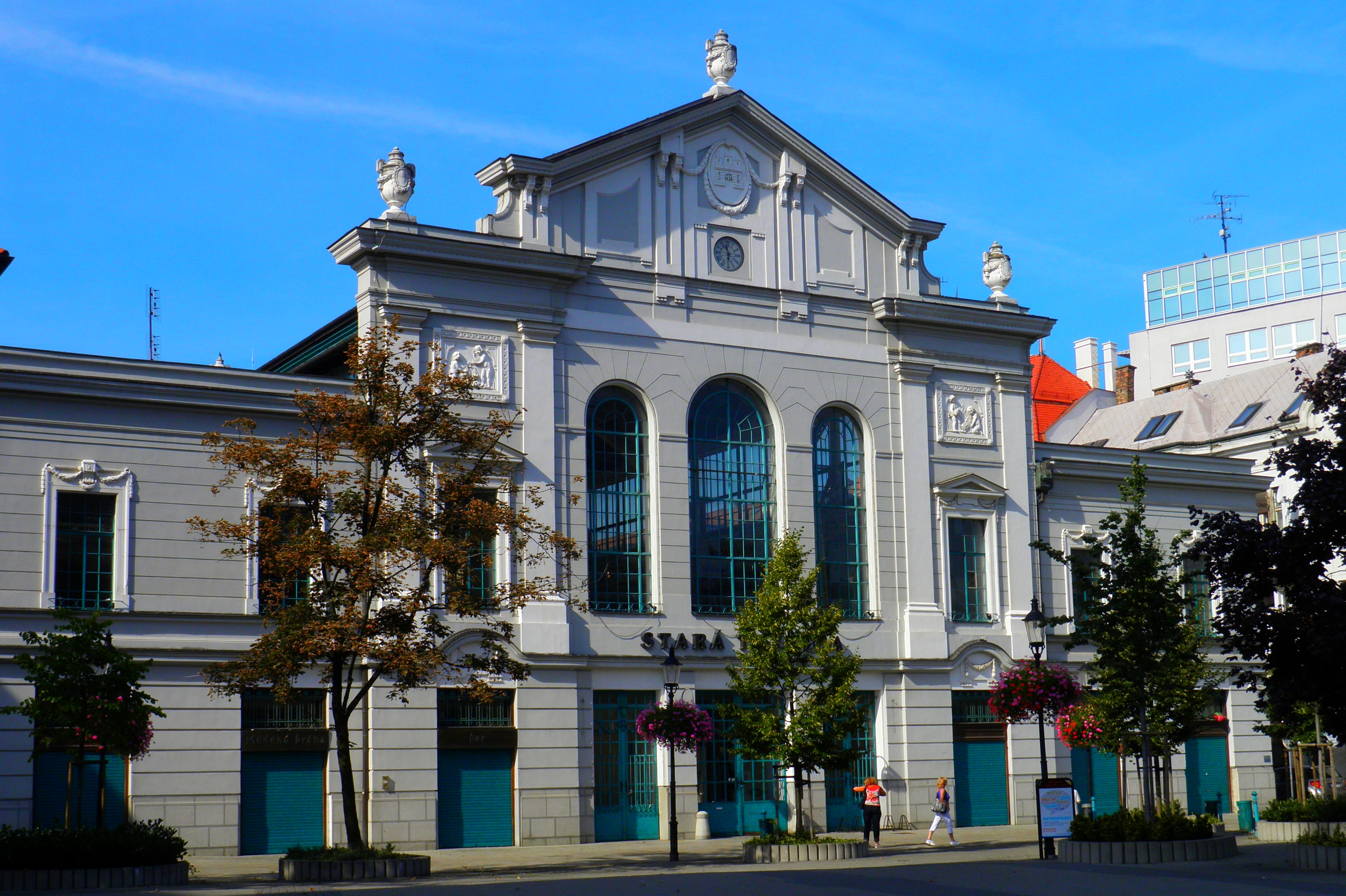
Vásárcsarnok, Pozsony